# تاكوما سونودا
تاكوما سونودا (باليابانية: 薗田 卓馬) (14 يونيو 1993 في كاغوشيما في اليابان – )؛ هو لاعب كرة قدم كان يلعب كمهاجم.

## وصلات خارجية
- تاكوما سونودا على موقع رابطة كرة القدم اليابانية للمحترفين (اليابانية)
- تاكوما سونودا على موقع قاعدة بيانات كرة القدم.إي يو (الإنجليزية)
- تاكوما سونودا على موقع Soccerway.com (الإنجليزية)
- تاكوما سونودا على موقع عالم كرة القدم.نت (الإنجليزية)